# 1649 en musique classique
| \| • Retour à la chronologie générale de la musique classique • \| |
| Grèce • Rome • Haut Moyen Âge • VIIIe siècle • IXe siècle • Xe siècle • XIe siècle XIIe siècle • XIIIe siècle • XIVe siècle • XVe siècle • XVIe siècle • XVIIe siècle XVIIIe siècle • XIXe siècle • XXe siècle • XXIe siècle |
| • Retour à la chronologie générale de la musique classique • |

| Années en musique classique : 1646 - 1647 - 1648 - 1649 - 1650 - 1651 - 1652    |
| Décennies en musique classique : 1610 - 1620 - 1630 - 1640 - 1650 - 1660 - 1670 |

## Événements
- 5 janvier : première représentation de Giasone de Francesco Cavalli.
- Le luthier italien de Crémone Niccolò Amati commence à construire ses célèbres violons.

## Œuvres
- Flammæ divinæ, op. 5, de Jan Baptist Verrijt, publié à Anvers par les héritières de Pierre Phalèse.
- Symphoniæ, op. 3, de Nicolaus à Kempis, publié à Anvers par les héritières de Pierre Phalèse.
- 't Uitnemend Kabinet II, publié à Amsterdam par Paulus Matthysz.

## Naissances

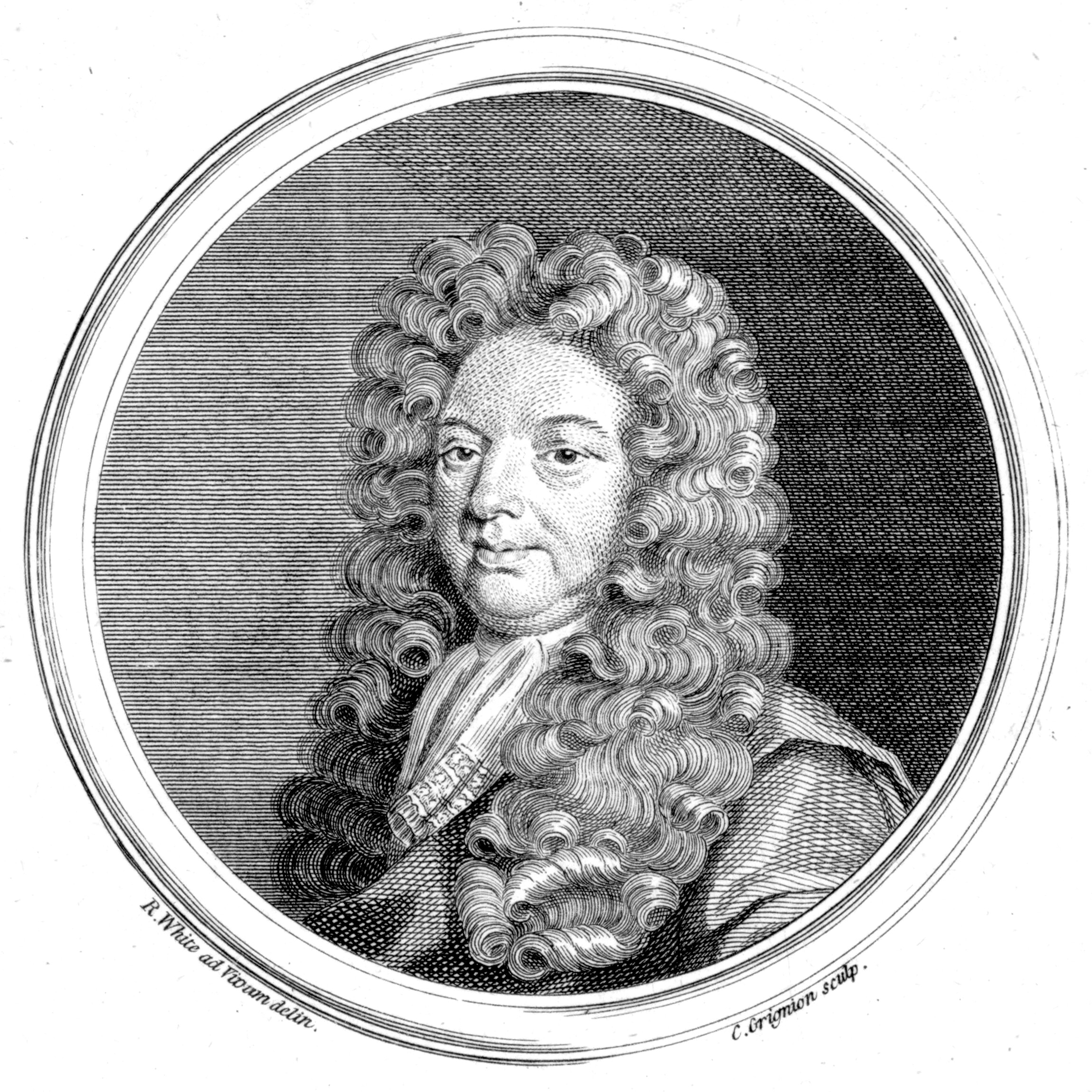
John Blow

- 22 janvier : Pascal Collasse, compositeur français († 17 juillet 1709).
- 25 février : Johann Philipp Krieger, compositeur et organiste allemand († 7 février 1725).
- février : John Blow, compositeur et organiste anglais († 1er octobre 1708).
- avril : Joseph-François Salomon, compositeur français († 5 mars 1732).
- 6 mai : Cataldo Amodei, compositeur italien († 13 juillet 1693).

Date indéterminée :
- Pieter Bustijn, musicien, organiste et carillonneur néerlandais († 22 novembre 1729).
- Francisco Guerau, compositeur espagnol († entre 1717 et 1722).

## Décès
- 30 avril : Giovanni Valentini, poète, compositeur et virtuose aux claviers italien (° 1582).
- avril : Giovanni Maria Sabino, compositeur, organiste et pédagogue italien (° 30 juin 1588).
- 27 septembre : Bellerofonte Castaldi, compositeur baroque, poète, luthiste et joueur de théorbe italien (° vers 1581).